# Xibali
Xibali (kinesiska: 西八里, 西八里乡) är en socken i Kina. Den ligger i provinsen Heilongjiang, i den nordöstra delen av landet, omkring 64 kilometer väster om provinshuvudstaden Harbin. Antalet invånare är 23 208. Befolkningen består av 11 499 kvinnor och 11 709 män. Barn under 15 år utgör 15,0 %, vuxna 15-64 år 77 %, och äldre över 65 år 6,0 %.
Genomsnittlig årsnederbörd är 909 millimeter. Den regnigaste månaden är juli, med i genomsnitt 189 mm nederbörd, och den torraste är januari, med 5 mm nederbörd.